# Клим Довгополий
Довгополий Клим (*до 1665 — †1719, Стокгольм) — український політичний діяч у добу Гетьманщини, дипломат, наближена особа Гетьмана Іоанна Мазепи. Генеральний суддя в уряді Гетьмана Пилипа Орлика.

## Біографія
Відомостей про походження на збереглось. Вперше один з довірників Івана Мазепи згадується у 1687 як підписант статей новообраного гетьмана. Він поставив  підпис після військових канцеляристів Генеральної канцелярії Г. Болдаковського і М. Малковського. Відразу після Коломака, Клим Довгополий виконував делікатне доручення Івана Мазепи — разом з І. Бистрицьким знайшов і відкопав приховані скиненим Гетьманом Іваном Самойловичем коштовності й передав їх новому патрону.
Якогось впливового уряду не займав, але, як значний військовий товариш, належав до кола наближених осіб Гетьмана, котрі виконували важливі доручення. 
1700 київський полковник Костянтин Мокієвський скаржився, що Довгополий на весіллі Івана Обидовського його «жону при людях многих зневажал як хотіл, курвою називал и иншими ущипливими словами домовлял». Згодом, як довідуємося з цього ж листа, гетьманський наближений, розслідуючи крадіжки в полку, не дуже-то церемонився з виділеними для його інспекції кіньми. Костянтин Мокієвський посилав у Батурин «реєстр ексцессов Довгополого, пополненых в полку моем», але з гетьманської столиці ніякої перевірки «теды не прислали».
Як видно з вищезгаданого, довірник Івана Мазепи, не маючи впливового уряду, займав вище становище за полковника, який до того ж був родичем Гетьмана. Виконував він і дипломатичні місії. Так, 19 лютого 1708 року вирушив від гетьмана до царя з листом.
Клим Довгополий був з мазепинцями аж до своєї смерті у Стокгольмі. Пилип Орлик цінував його знання, вірність українській справі. Не випадково він у 1710 році висунув його на посаду генерального судді. Тоді ж Клим Довгополий з Дмитро Горленком, Іваном Максимовичем їздив до Кримського ханства для переговорів. 23 січня 1711 вони уклали союзницьку угоду. Також у Стамбулі генеральний суддя брав участь в укладанні двох договорів з Османською імперією, щодо надання османським урядом військової допомоги в війні з Московським царством.
Якщо 1714  чимало українських емігрантів зневірились у боротьбі й вирішили переїхати у московську зону окупації, то Довгополий разом з Пилипом Орликом подався до Шведської імперії.
Помер у Стокгольмі 1719 року.